# Trofeo Laigueglia 2021
La 58e édition du Trofeo Laigueglia, une course cycliste masculine a lieu en Italie le 3 mars 2021. La course, disputée sur 202 kilomètres, fait partie du calendrier UCI ProSeries 2021 (deuxième niveau mondial) en catégorie 1.Pro et de la Coupe d'Italie de cyclisme sur route 2021. Elle a été remportée par Bauke Mollema de l'équipe Trek-Segafredo.

## Équipes participantes
| WorldTeams (10)- Trek-Segafredo - Groupama-FDJ - Bahrain Victorious - AG2R Citroën Team - Movistar Team - Astana-Premier Tech - Cofidis - Intermarché-Wanty-Gobert Matériaux - Ineos Grenadiers - Deceuninck-Quick Step ProTeams (9)- Arkéa-Samsic - Gazprom-RusVelo - Androni Giocattoli-Sidermec - Team Novo Nordisk - Eolo-Kometa - Vini Zabù - Euskaltel-Euskadi - Bardiani CSF Faizanè - Delko Équipes continentales (6)- Work Service-Marchiol-Dynatek - Mg.k Vis VPM - General Store Essegibi F.lli Curia - Beltrami TSA-Tre Colli - Team Colpack-Ballan - Giotti Victoria-Savini Due |
| |

## Classements

### Classement final
| \| Classement général \| Classement général \| Classement général \| Classement général \| Classement général \| \| Coureur \| Coureur \| Pays \| Équipe \| Temps \| \| ------------------ \| ------------------- \| ------------------ \| ---------------------------------- \| ------------------ \| \| 1er \| Bauke Mollema \| Pays-Bas \| Trek-Segafredo \| 4 h 57 min 05 s \| \| 2e \| Egan Bernal \| Colombie \| Ineos Grenadiers \| + 39 s \| \| 3e \| Mauri Vansevenant \| Belgique \| Deceuninck-Quick Step \| + 39 s \| \| 4e \| Clément Champoussin \| France \| AG2R Citroën Team \| + 39 s \| \| 5e \| Giulio Ciccone \| Italie \| Trek-Segafredo \| + 39 s \| \| 6e \| Mikel Landa \| Espagne \| Bahrain Victorious \| + 39 s \| \| 7e \| James Knox \| Royaume-Uni \| Deceuninck-Quick Step \| + 57 s \| \| 8e \| Andrea Vendrame \| Italie \| AG2R Citroën Team \| + 1 min 01 s \| \| 9e \| Biniam Girmay \| Érythrée \| Delko \| + 1 min 01 s \| \| 10e \| Lorenzo Rota \| Italie \| Intermarché-Wanty-Gobert Matériaux \| + 1 min 01 s \| |                     |             |                                    |                 |
| |                     |             |                                    |                 |
| Source : ProCyclingStats |                     |             |                                    |                 |
| Classement général |                     |             |                                    |                 |
| Coureur | Coureur             | Pays        | Équipe                             | Temps           |
| 1er | Bauke Mollema       | Pays-Bas    | Trek-Segafredo                     | 4 h 57 min 05 s |
| 2e | Egan Bernal         | Colombie    | Ineos Grenadiers                   | + 39 s          |
| 3e | Mauri Vansevenant   | Belgique    | Deceuninck-Quick Step              | + 39 s          |
| 4e | Clément Champoussin | France      | AG2R Citroën Team                  | + 39 s          |
| 5e | Giulio Ciccone      | Italie      | Trek-Segafredo                     | + 39 s          |
| 6e | Mikel Landa         | Espagne     | Bahrain Victorious                 | + 39 s          |
| 7e | James Knox          | Royaume-Uni | Deceuninck-Quick Step              | + 57 s          |
| 8e | Andrea Vendrame     | Italie      | AG2R Citroën Team                  | + 1 min 01 s    |
| 9e | Biniam Girmay       | Érythrée    | Delko                              | + 1 min 01 s    |
| 10e | Lorenzo Rota        | Italie      | Intermarché-Wanty-Gobert Matériaux | + 1 min 01 s    |

### Classements UCI
La course attribue des points au Classement mondial UCI 2021 selon le barème suivant.
| Position           | 1er | 2e  | 3e  | 4e  | 5e | 6e | 7e | 8e | 9e | 10e | 11e | 12e | 13e | 14e | 15e | 16e à 30e | 31e à 40e |
| Classement général | 200 | 150 | 125 | 100 | 85 | 70 | 60 | 50 | 40 | 35  | 30  | 25  | 20  | 15  | 10  | 5         | 3         |